# Ајнфорт капија
Ајнфорт капија означава покривену велику улазну капију кроз коју могу ући кола у двориште. Сам назив капије је настао од модификоване немачке речи  Einfahrt која означава покривени колски улаз у двориште, велику улазну капију кроз коју могу ући кола, велики улазни ходник.
Kарактеристичан је и препознатљив елеменат војвођанске архитектуре с краја 19. и почетка 20. века. Био је неопходан јер су сви објекти грађени на регулационој линији, па се у двориште могло ући само на овај начин, тако да су најчешће имали оне камене стубиће на улазима да се не окрњи фасада. Данас се ајнфорт зове „суви улаз” (улаз у двориште кроз приземље објекта) и често се примењује у савременој архитектури (у породичној стамбеној изградњи и пословним вишеспратницама).
Све чешће је традиционални елеменат који инспирише архитекте. Ајнфорт има грандиозне димензије, широк је од 3,0 – 3,5м и висине од 4,0 – 5,0м. Визуелно и декоративно, ајнфорти су препуни уметничких детаља у дрвету, кованом гвожђу и стаклу.

## Галерија
- Капија у Мартоношу